# Răchitiș
Răchitiș – wieś w Rumunii, w okręgu Harghita, w gminie Bilbor. W 2011 roku liczyła 464 mieszkańców.